# Manila Normal and Public Schools
Manila Normal and Public Schools è un cortometraggio muto del 1913. Il documentario, girato a Manila, mostra il lavoro educativo dell'esercito statunitense nelle Filippine occupate. Del film, non si conoscono né il nome del regista né quello dell'operatore.

## Produzione
Il film fu prodotto dalla Selig Polyscope Company.

## Distribuzione
Distribuito dalla General Film Company, il film - un breve documentario di 75 metri - uscì nelle sale cinematografiche statunitensi il 6 giugno 1913. Nelle proiezioni, veniva programmato con il sistema dello split reel, accorpato in un'unica bobina con un altro cortometraggio prodotto dalla Selig, la comica An Embarrassed Bridegroom.